# Sovetskaja
Sovetskaja (in russo Советская?) è un villaggio della Russia europea meridionale nell'oblast' di Rostov; è il centro amministrativo del distretto Sovetskij.
Si trova sulla riva destra del fiume Čir, 380 km a nord-est di Rostov sul Don.